# 碧藍幻想Versus
《碧蓝幻想Versus》是一款2.5D格斗游戏，由亞克系統为PlayStation 4开发。游戏基于电子角色扮演游戏《碧蓝幻想》，2020年2月6日由Cygames和世嘉在日本和亚洲发行，2020年3月3日由Xseed Games在北美发行。Windows版于2020年3月13日正式发布。2023年，續作《碧藍幻想 Versus -RISING-》發行。

## 游戏玩法
《碧蓝幻想Versus》以格斗游戏为主体，目标是通过结合攻击来清空他们的角色的生命槽来消灭对手，从而赢得比赛。每个角色都有一个特殊的技能叫做“奥义”，这个技能与角色在《碧蓝幻想》游戏中所能使用的技能相对应。为了使游戏更容易被新玩家接受，每个奥义都可以通过简单的按钮来触发，但玩家必须等待一段短暂的冷却时间才能再次使用它。但如果玩家使用更复杂的方向和其他按键的组合来发动攻击，技能的冷却时间将会缩短。
游戏还包含了角色扮演模式。该环节与主要对战模式不同，更像是卷轴式清版动作角色扮演游戏。角色扮演模式包括头目战，设置武器装备和合作模式。

## 角色

### 主游戏角色
- 古兰（Gran）[3] － 配音：小野友樹（日本）；Kyle McCarley（美國）[11]
- 卡塔莉娜（Katalina Aryze）[3] － 配音：澤城美雪（日本）；Erica Lindbeck（美國）[11]
- 夏洛特（Charlotta Fenia）[3] － 配音：名塚佳織（日本）；Cristina Vee（美國）[11]
- 兰斯洛特（Lancelot）[3] － 配音：小野友樹（日本）；Stephen Fu（美國）[11]
- 菲莉（Ferry）[3] － 配音：米澤圓（日本）；Cristina Vee（美國）[11]
- 罗艾因（Lowain）[12] － 配音：白石稔（日本）；Greg Chun（美國）[11]
- 法斯蒂瓦（Fastiva）[13] － 配音：稻田徹（日本）；Patrick Seitz（美國）[11]
- 珀西瓦尔（Percival）[14] － 配音：逢坂良太（日本）；Anthony Sitoy（美國）[11]
- 梅忒拉（Metera）[15] － 配音：柚木凉香（日本）；Faye Mata（美國）[11]
- 赛达（Zeta）[5] － 配音：花澤香菜（日本）；Mela Lee（美國）[11]
- 巴萨拉卡（Vaseraga）[5] － 配音：立木文彦（日本）；SungWon Cho（美國）[11]

### DLC角色

#### 第一波
- 巴力巴布（Beelzebub）[16] － 配音：小西克幸（日本）；Adin Rudd（美國）[11]
- 娜露梅（Narmaya）[16] － 配音：M·A·O（日本）；Brianna Knickerbocker（美國）[11]
- 索利兹（Soriz）[16] － 配音：小山力也（日本）
- 姬塔（Djeeta）[16] － 配音：金元寿子（日本）
- 佐伊（Zooey）[17] － 配音：小清水亞美（日本）；Laura Post（美國）[11]

#### 第二波
- 彼列（Belial）[16] － 配音：細谷佳正（日本）；Matthew David Rudd（美國）[11]
- 卡莉奥丝特罗（Cagliostro）[18] － 配音：丹下櫻（日本）

## 评价
| 汇总媒体   | 得分        |
| ---------- | ----------- |
| Metacritic | PS4: 79/100 |

| 媒体          | 得分   |
| ------------- | ------ |
| Destructoid   | 7.5/10 |
| GameSpot      | 7/10   |
| HardcoreGamer | [ 22 ] |
| IGN           | 8/10   |
| Fami通        | 34/40  |

根据评论聚合网站Metacritic，这款游戏得到了“普遍好评”。IGN给这款游戏打了8分，称它是Arc System Works游戏家族的又一个杰出成员。

### 销售
据《Fami通》报道，《碧蓝幻想Versus》首周在日本的销量为86,248份，排行第一。 根据Media Create的报道，这款游戏在台湾和韩国分别排名第二和第四。